# Burgdorf (quận)
Quận Burgdorf (tiếng Đức: Amtsbezirk Burgdorf; tiếng Pháp: District de Berthoud) là một quận hành chính cũ thuộc bang Bang Bern, Thụy Sĩ. Burgdorf có diện tích 197 km², dân số theo thống kê của cục thống kê Thụy Sĩ năm 1999 là 44.385 người. Thủ phủ đóng ở Burgdorf. Mã bưu chính là 206.
Sau ngày 1 tháng 1 năm 2010, quận này sáp nhập vào hạt Emmental, thuộc vùng lãnh thổ Emmental-Oberaargau.